# Estació de Kiruna
L'estació de Kiruna és una estació d'antena de ràdio ESTRACK per a les comunicacions amb naus espacials operada per la Swedish Space Corporation. Està situada a 38 km de l'est de Kiruna, Suècia. La zona conté una antena de 15 metres i una altra de 13, cadascuna amb recepció en bandes S i X i transmissió en banda S. També conté una antena de GPS-Tracking and Data Facility (TDF).
S'utilitza principalment per a les missions ERS-2, Envisat, i ASTRO-F.